# Karin Stoltenberg
Karin Stoltenberg, née Heiberg le 23 novembre 1931 à Paterson dans le New Jersey et morte le 17 octobre 2012, est une généticienne, femme politique et bureaucrate norvégienne. Elle est notamment connue pour ses efforts en vue de développer une politique familiale cohérente en Norvège et ses activités féministes.  

## Biographie
Karin Heiberg est née dans une famille norvégienne de la classe moyenne à Paterson, New Jersey aux États-Unis, et a grandi à Oslo. Elle développe son engagement socialiste au début de son adolescence. Elle rencontre Thorvald Stoltenberg, son futur mari, à l'âge de 18 ans mais la romance est interrompue par le déménagement de sa famille au Canada. 
Elle y vit pendant 6 ans et s'y marie mais rentre en Norvège après son divorce avec l'intention d'obtenir un doctorat en génétique. Elle informe Thorvald de son retour en 1957, et ils décident de se marier dans les 24 heures suivant leur réunion. Karin Stoltenberg interrompt sa carrière scientifique quand son mari entre au service du ministère des Affaires étrangères, jugeant son champ de recherche incompatible avec de fréquents déménagements. Elle décide alors d'étudier la science politique et se reconvertit comme administrateur.
Karin Stoltenberg commence sa carrière en tant que fonctionnaire au sein de l'Agence norvégienne de coopération au développement (Norad). En 1972, elle accepte un poste comme chef de bureau au ministère de la consommation et de l'administration où elle est chargée de définir une nouvelle politique familiale marquée par l'égalité et la social-démocratie. Sous la direction de la ministre Inger Louise Valle, elle développe plusieurs initiatives politiques visant à inclure les femmes dans le marché du travail.
Karin Stoltenberg a également été secrétaire d'État au ministère du Commerce et de la Marine de 1986 à 1987, et au ministère de l'Économie de 1988 à 1989. Elle a aussi été directrice générale (ekspedisjonssjef) au ministère de l'Enfance et de la Famille, travaillé pour la Croix Rouge, et représenté la Norvège à plusieurs conférences Nations unies sur les droits des femmes.
Elle avait un caractère plutôt réservé et se définissait davantage comme une bureaucrate plutôt qu'une femme politique, participant rarement aux activités politiques de son mari.

### Famille
Karin Stoltenberg était l'arrière-petite-fille du maire et représentant au Storting, Johan Moses Møller, et la petite-fille du directeur de la NSB, Eivind Heiberg.
Elle était aussi la sœur de la chercheuse Marianne Heiberg. Avec son mari, le diplomate et ministre Thorvald Stoltenberg, elle a eu trois enfants : la chercheuse en épidémiologie Camilla Stoltenberg, le premier ministre Jens Stoltenberg, et l'animatrice de télévision Nini Stoltenberg.